# 高臾镇
高臾镇，是中华人民共和国河北省邯郸市邯山区下辖的一个乡镇级行政单位。

## 行政区划
高臾镇下辖以下地区：
高臾二街村、高臾一街村、高臾三街村、高臾四街村、高臾五街村、高臾六街村、甘草营村、十里铺村、阿庄村、中马头南街村、中马头北街村、南西村、白塔村、兴善村、柳儿营村、西玉曹村、东玉曹村和赵庄村。